# Fons Europeu d'Inversions
El Fons Europeu d'Inversions (FEI) és una institució de la Unió Europea (UE) que recolza la creació, el creixement i desenvolupament petites i mitjanes empreses (PIME). Té la seu principal a la ciutat de Luxemburg i oficines a Brussel·les (Bèlgica) i Madrid (Espanya).
El Fons pot actuar en els estats membres de la Unió Europea, així com en els països candidats per als quals ja es trobin en la fase de plena adhesió.

## Història
El FEI va ser creat l'any 1994 per tres accionistes: el Banc Europeu d'Inversions (BEI), la Comissió Europea i diversos òrgans financers europeus. El 2000 el seu estatut va ser revisat i el BEI va passar a ser l'accionista principal amb el 59,15% de les accions, retenint la Comissió Europea el 30% i les institucions privades el 10,85%.